# Пти-Дрю
Пик Пти-Дрю (фр. Petit Dru) — один из двух пиков Дрю (фр. Aiguille du Dru) в горном массиве Монблана во французских Альпах. Пти-Дрю известен как один из красивейших и сложнейших для восхождений пиков в Альпах.
Второй из пиков Дрю — Гранд-Дрю (фр. Grand Dru) выше Пти-Дрю на 21 м (3754 м). Пики Дрю расположены на восток от деревни Les Praz в долине Шамони. Обе вершины находятся в западном гребне пика Верт (Aiguille Verte) (4122 м).
Восхождению на Пти-Дрю посвящён фильм «Смерть проводника» («La mort d`un guide») (1975), режиссёр Жак Эрто.

## Восхождения
Первое восхождение на Гранд Дрю совершили британские альпинисты Клинтон Томас Дент (Clinton Thomas Dent) и Джеймс Уокер Хартли (James Walker Hartley), сопровождаемые горными проводниками Александером Бургенером и Каспаром Маурером 12 сентября 1878 года по юго-восточному склону.
Первое восхождение на Пти-Дрю было совершено на следующий год 29 августа 1879 года Ж. Э. Шарле-Стратоном (J. E. Charlet-Straton), Проспер Пайотом (Prosper Payot) и Фредериком Фоллиге (Frédéric Folliguet) по южному склону и юго-западному гребню. Первый траверс двух вершин Дрю был совершен 23 августа 1901 г. Е. Фонтэном (E. Fontaine) и Ж. Раванелем (J. Ravanel). Первый зимний траверс Дрю был совершен 25 февраля 1938 г. Арманом Шарле (Armand Charlet) и Камилем Девуассу (Camille Devouassoux).

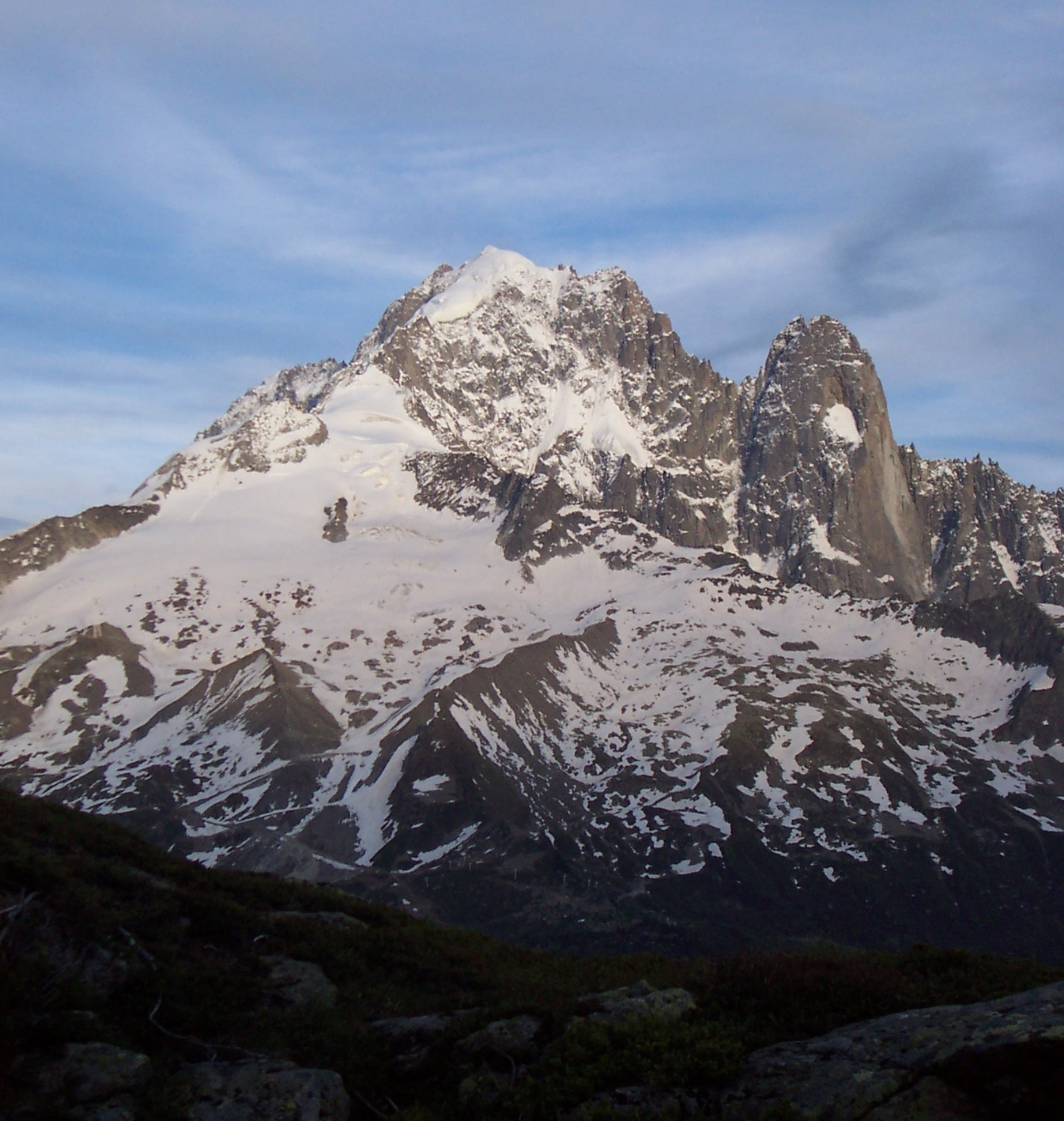
Пик Верт (Aiguille Verte) в центре и северные и западные стены пиков Дрю справа

## Северо-западная стена
На 1000-метровой стене в 1997, 2003 и 2005 гг. прошли сильные камнепады, которые серьёзно изменили состояние и рельеф различных пройденных по ней маршрутов.
Первое прохождение северной стены Пти-Дрю совершили 1 августа 1935 г. Пьер Ален (Pierre Allain) и Раймон Лейнинже (Raymond Leininger).
Широко известно среди альпинистов соло восхождение итальянского альпиниста Вальтера Бонатти (Walter Bonatti) по юго-западному ребру, получившему название «ребро Бонатти». Итальянец совершал восхождение с 17 по 22 августа 1955 г.
Семь лет спустя, 24-26 июля 1962 г., Гэри Хэмминг (Gary Hemming) и Ройэл Роббинс (Royal Robbins) прошли «American Direct» -самый прямой из пройденных ранее маршрутов по стене Пти-Дрю. Позднее 10-13 августа 1965 г. Ройэлом Роббинсом и Джоном Харлином (John Harlin) была пройдена «Американская диретиссима».
Интересный маршрут по Северо-западной стене Пти-Дрю «Up to Madonna» пройден российскими альпинистами А. Клёновым и М. Дэви в 2000 г. В 1995 г. им же в двойке с М. Бруком пройдена стена на Пти-Дрю. В 1998 г. российская двойка М.Дэви и М. Першин прошла «American Direct».

## Статуя на вершине
4 сентября 1913 г. группа альпинистов под руководством Камиля Симона (Camille Simond) и Робэра Шарле-Стратона (Roberts Charlet-Straton) установили на вершине Пти-Дрю копию статуи Лурдской Богоматери (la Vierge de Lourdes). Копия метровой высоты и весом 13 килограммов была сделана из алюминия. Позднее эта первая статуя была разрушена молнией и упала в пропасть.
В 1938 году была заказана новая статуя у итальянских мастеров. Новая статуя весила 22 килограмма и достигала 1 метр 30 сантиметров в высоту. Изготовленная статуя в обход всех таможенных постов через перевал Коль дю Жен, лежащий на высоте около 3200 м, на руках и в рюкзаке была доставлена из Италии в долину Шамони. В 1939 началась Вторая мировая война, и новая статуя осталась лежать в тайнике до конца войны. После войны статуя была установлена на вершине. Это событие привлекло внимание таможенной службы. Всю операцию по установке статуи жандармы наблюдали из Монтенвера с помощью мощной оптики. Вскоре после этого церковная община прихода деревни Аржантьер (Argentière) получила письменное уведомление о том, что на них наложен штраф за контрабанду товара через границу.
Таким образом, на вершине Пти Дрю была установлена новая Мадонна, и с тех пор восходители закрепляют у её ног петлю для надёжной страховки напарников по связке.